# Région d'Albula
Pour les articles homonymes, voir Albula.
La région d'Albula est une région du canton des Grisons en Suisse. 
Elle remplace depuis le 1er janvier 2016 le district d'Albula, dont elle reprend le périmètre, moins la commune de Mutten qui est rattachée à la région de Viamala.
Elle compte un peu plus de 8 000 habitants.
La région borde la région de Plessur au nord, la région de Prättigau/Davos au nord-est, la région de Maloja au sud-est et la région de Viamala à l'ouest. La capitale est Albula/Alvra.

## Toponymie
Le nom de la région et du district vient de la rivière Albula, en romanche Alvra.

## Géographie

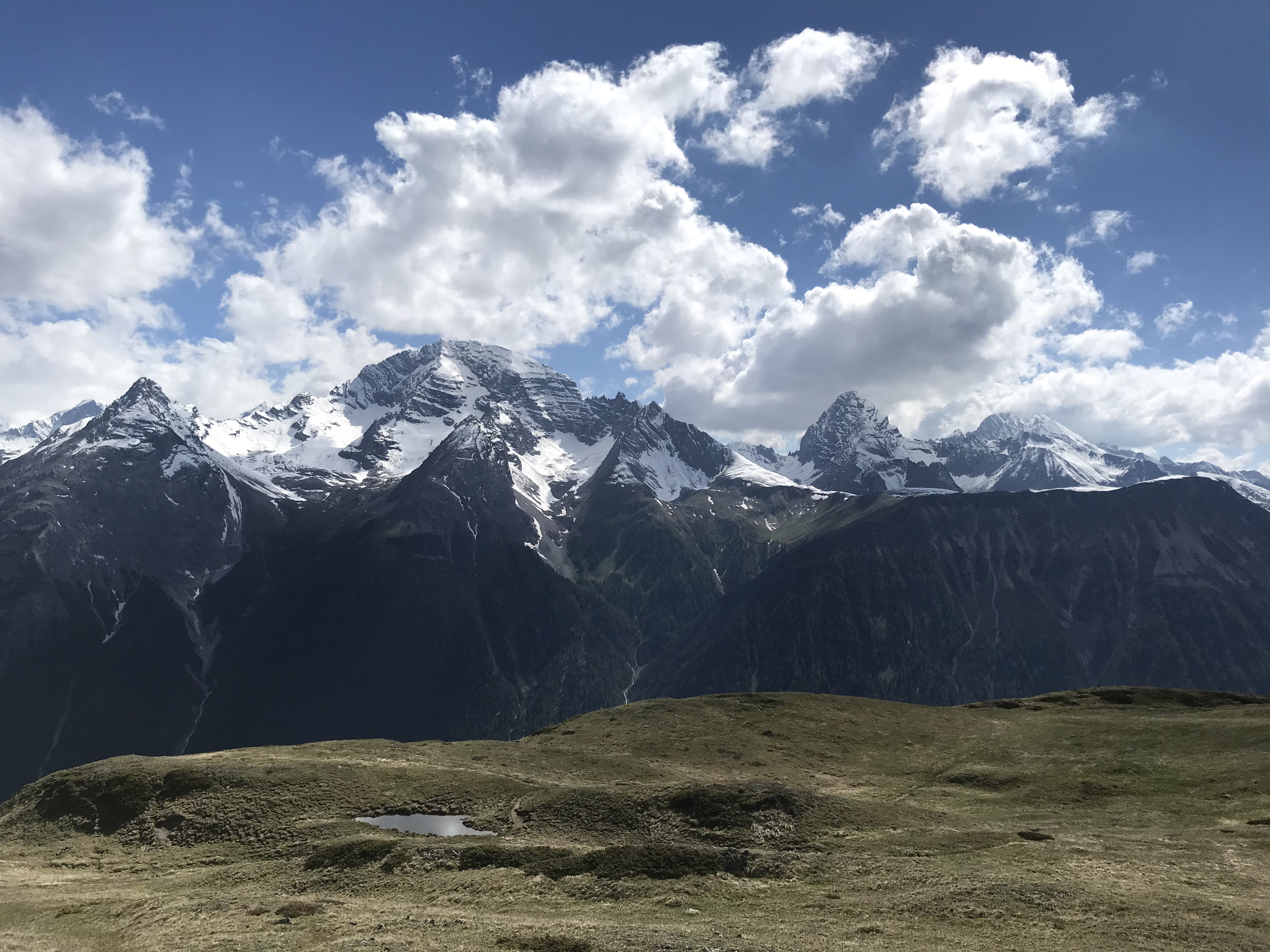
Piz Rugnux, Piz Ela, Tinzenhorn, Piz Mitgel et Chavagl Grond depuis Cuolm da Latsch.

Le point culminant de la région est le Piz Kesch (3 418 m). Les autres principaux sommets sont le Piz Platta (3 392 m), le Piz d'Err (3 378 m) et le Piz Ela (3 339 m). Toutes ces montagnes appartiennent à la chaîne de l'Albula ou à la chaîne de l'Oberhalbstein.
Le principal cours d'eau de la région est l'Albula (rivière), un affluent du Rhin postérieur, qui a pour affluents la Julia (rivière) (en provenance de Val Sursette) et le Landwasser. Le parcours de l'Albula est ralenti par le barrage de Solis dans la commune d'Albula.
Le long de la Giulia, près du Col du Julier, se trouve le Lac de Marmorera, un lac artificiel ; un bassin artificiel se trouve entre Valbella et Lenzerheide.

## Milieux naturels
Plusieurs sites sont inscrits dans l'Ordonnance sur les bas-marais : Alp Stierva, Sigliots, Schatschas, Lai Neir, Alp Flix, Tga d'Meir, Son Roc, Val Savriez, Muttariet, Ransung, Alp Ses, Val da Natons, Barscheinz, Alp Tgavretga, Am Eva dal Sett, Mot Scalotta, Cuolmens et Tgavretga.

## Division administrative
La région d'Albula est divisée en 6 communes :
| Nom            | N° OFS | Population (décembre 2022) |
| -------------- | ------ | -------------------------- |
| Albula/Alvra   | 3542   | +001 327,                  |
| Bergün Filisur | 3544   | +000884,                   |
| Lantsch/Lenz   | 3513   | +000531,                   |
| Schmitten      | 3514   | +000212,                   |
| Surses         | 3543   | +002 377,                  |
| Vaz/Obervaz    | 3506   | +002 749,                  |
| Total          | Total  | +008 080,                  |

La commune de Mutten, anciennement rattachée au district d'Albula, a été rattachée à la région de Viamala dans le cadre de la mise en place des nouvelles régions le 1er janvier 2016.

## Historique
Le col de l'Albula est un passage important sur l'axe nord-sud au XVIe siècle; il sert pour les échanges locaux et internationaux avec la Valteline et le Tyrol pour le transport de sel.
En 1877 près du col de l’Albula, la rupture d’une digue de terre, érigée sans avis technique pour installer un vivier, laisse échapper 150000 m³ d’eau. La crue ravage les abords de la rivière Albula jusqu’à Bergün sans faire de blessé. Friedrich von Salis, ingénieur en chef du canton des Grisons, relate l’évènement dans le rapport annuel de la Naturforschenden Gesellschaft Graubündens.
Le chemin de fer de l'Albula (actuellement Chemins de fer rhétiques) est construit en 1903.

## Infrastructures et transports
La route principale 3 (Suisse) (Castasegna-Bâle) traverse le territoire de Silvaplana à Coire via Tiefencastel, le col du Julier et le col de Lenzerheide.
D'autres routes relient ensuite Coire à Thusis, La Punt Chamues-ch en Engadine (le long du Col de l'Albula) et Davos.
La région est desservie par deux lignes des Chemins de fer rhétiques :
- Ligne de l'Albula : gares de Tiefencastel, Filisur, Bergün/Bravuogn et Preda.
- Ligne de Davos-Filisur : gare de Filisur.